# 奇利亚诺
奇利亚诺（義大利語：Cigliano），是意大利韦尔切利省的一个市镇。总面积25.35平方公里，人口4566人，人口密度180.1人/平方公里（2009年）。ISTAT代码为002042。